# Tahir Demi
Tahir Demi (Filiates, 1919–31 de mayo de 1961) fue un político albanés. Fue un miembro de alto rango del Partido del Trabajo de Albania y representante de Albania en la Comecon. En 1960, fue arrestado y sentenciado a muerte en 1961 por pertenecer a un grupo prosoviético, liderado por el contraalmirante Teme Sejko, el cual estaba planeando un golpe de Estado contra el régimen de Enver Hoxha.

## Biografía
Tahir Demi, nació en 1919 en Filiates, que actualmente se encuentra al noroeste de Grecia (Cameria), en el seno de una distinguida familia. En la década de 1930, estudió en la facultad de leyes en la Universidad de Tirana. Estuvo casado con Sadete Demi Toto y tuvo tres hijos llamados Pellumb, Ilirjan, Teuta. En 1943  se unió Movimiento de Liberación Nacional de Albania y comenzó a militar en el Partido del Trabajo de Albania. Tras finalizar la Segunda Guerra Mundial, Demi llegó a ser presidente del comité de su partido en el distrito de Elbasan y delegado de Albania en la Comecon, un entidad que estrechaba alianzas económicas entre países socialistas.
En julio de 1960, Dimi fue arrestado por la Sigurimi, la policía secreta de Albania, por ser parte de una organización contrarrevolucionaria conformada por griegos, yugoslavos, italianos y la Sexta Flota de los Estados Unidos, que tramaban un golpe de Estado que iba a derrocar al régimen de Enver Hoxha. Junto a su detención, se incluye a la de Teme Sejko, contraalmirante de la Armada Albanesa. Entre otros detenidos se encontraba el exeditor en jefe del Zëri i Popullit Taho Sejko y Liri Belishova, presidenta del Comité Central del Partido del Trabajo de Albania. En 1961, fueron llevados a juicio y se dictaron sus condenas. Tahir Demi fue sentenciado a muerte y ejecutado justo después del veredicto, el 31 de mayo de 1961, junto con tres miembros de alto mando del ejército albanés y del Partido del Trabajo de Albania, Teme Sejko, Abdyl Resuli y Hajri Mane. Los cuatro miembros restantes recibieron condenas que variaron entre los 15 años de prisión hasta cadena perpetua. Según algunas fuentes las ejecuciones se habían realizado porque Enver Hoxha se opuso a las conclusiones de una conferencia del partido realizado en 1956, en Tirana.